# Vehículo de carga solar
Un vehículo de carga solar (en inglés solar-charged vehicle), son vehículos que utilizan electricidad renovable fueraborda, que puede ser generada en las instalaciones del conductor.
Combinan la electricidad renovable con todos los tipos de vehículos todo-eléctricos (EV) e híbridos enchufables (PHEV), de una manera diferente a los meros vehículos solares. Estos últimos funcionan con electricidad generada por paneles solares (flexible)  situado directamente en los propios vehículos (generalmente en el techo del vehículo). Por el contrario, los vehículos de carga solar están impulsados indirectamente por electricidad renovable, es decir, por electricidad generada por paneles solares situados fuera del vehículo, a menudo en el tejado de una cochera, casa o negocio, que pueden estar conectados a la red o no.
El mismo vehículo puede utilizar electricidad renovable fueraborda y a bordo, en este último caso al incluir en el vehículo paneles solares. Los paneles a bordo puede ser utilizados para ampliar el rango eléctrico o para proporcionar energía a ciertos dispositivos  del vehículo, tales como el aire acondicionado.
A diferencia de los vehículos ligeros que participan en eventos como el World Solar Challenge, los vehículos de carga solar  pueden llevar más baterías, ofrecen asientos para varios pasajeros, y pueden ser usados con vehículos dotados de motor de combustión interna, tales como coches, motocicletas, bicicletas o barcos.
El número de vehículos con carga solar es actualmente pequeño. Sin embargo, el interés por los vehículos de carga solar  está creciendo de forma rápida. Por ejemplo, en la Ciudad de Nueva York ha abierto su primera estación de carga solar. Asimismo están apareciendo estaciones de carga solar también en otros lugares, como Hawái y Japón. En Australia, se está usando un autobús cargado de energía solar en la Ciudad de Adelaide. Las bicicletas eléctricas son fáciles de usar como vehículo de carga solar, ya que sólo es necesario un área de panel solar bastante pequeña (como puede ser una chaqueta solar). Algunos fabricantes de estos vehículos venden a sus clientes energía solar, junto con las bicicletas.